# Chiến tranh Chechnya lần thứ hai
Cuộc chiến Chechnya lần thứ II (tiếng Nga: Втора́я чече́нская война́, tiếng Chechen: ШолгIа оьрсийн-нохчийн тӀом, lit: 'Chiến tranh Nga-Chechen lần thứ hai') là giai đoạn sau của cuộc chiến tranh ở Bắc Kavkaz, đã được phát động bởi Liên bang Nga bắt đầu từ ngày 26 tháng 8 năm 1999, để trả đũa cuộc xâm lược Dagestan của quân Chechnya ly khai.
Ngày 01 tháng 10, sau các vụ đánh bom mà Nga đổ lỗi cho quân Chechnya ly khai, quân Nga tiến vào Chechnya. Các chiến dịch đã kết thúc nền độc lập của Cộng hòa Chechnya Ichkeria và khôi phục lại quyền kiểm soát của liên bang Nga trên toàn lãnh thổ. Mặc dù được coi là một cuộc xung đột nội bộ bên trong Liên bang Nga, cuộc chiến đã thu hút một số lượng lớn chiến binh nước ngoài, chủ yếu là các chiến binh Hồi giáo sang hỗ trợ cho quân Chechnya ly khai.
Quân đội Nga và lực lượng bán quân sự Chechnya thân Nga đã thể hiện trình độ chiến thuật tốt hơn nhiều so với cuộc chiến Chechnya lần 1. Họ chiếm được thủ đô Grozny sau một cuộc vây hãm từ cuối năm 1999 đến tháng 2 năm 2000.
Phiến quân Chechnya tiếp tục đánh du kích, gây thương vong cho quân Nga khắp khu vực Bắc Kavkaz trong vài năm tiếp theo. Một số phiến quân Chechnya cũng tiến hành các cuộc tấn công khủng bố nhằm vào thường dân ở Nga. Các cuộc tấn công khủng bố của phiến quân, cũng như các hành vi vi phạm nhân quyền của lực lượng Nga, đã bị quốc tế lên án.
Cho đến năm 2009, về cơ bản quân Nga đã dập tắt được phiến quân Chechnya. Phần lớn quân Nga được rút về, gánh nặng đối phó với các cuộc nổi dậy lẻ tẻ được giao cho lực lượng cảnh sát địa phương. Lãnh đạo lưu vong của chính phủ ly khai, Akhmed Zakayev, kêu gọi ngưng dùng vũ trang chống lại các lực lượng cảnh sát Chechnya từ ngày 1 tháng 8, và nói rằng ông hy vọng "Bắt đầu từ ngày này người Chechnya sẽ không bao giờ bắn vào nhau".
Số thương vong chính xác từ cuộc xung đột này chưa được biết rõ. Ước lượng không chính thức nằm trong khoảng từ 25.000 đến 50.000 người chết hoặc mất tích, tính cả thường dân Chechnya. Nga bị thiệt hại hơn 5.200 quân (con số thương vong chính thức của Nga).

## Hình ảnh

Một trong những tòa nhà ở Nga bị đánh bom năm 1999.
Đạn pháo binh Nga nhắm mục tiêu vị trí quân sự gần làng Duba-Yurt trong tháng 1 năm 2000
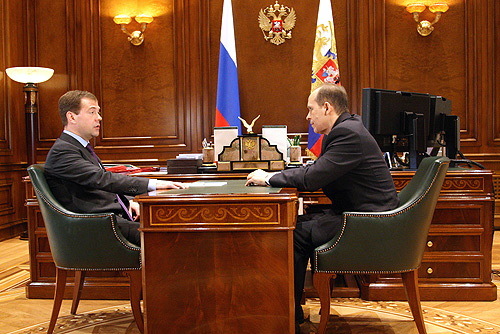
Dmitry Medvedev gặp Alexander Bortnikov vào 27 Tháng ba 2009 để thảo luận về việc chấm dứt các hoạt động khủng bố tại Chechnya.